# HKUST-1
HKUST-1 کوتاه‌شده عبارت

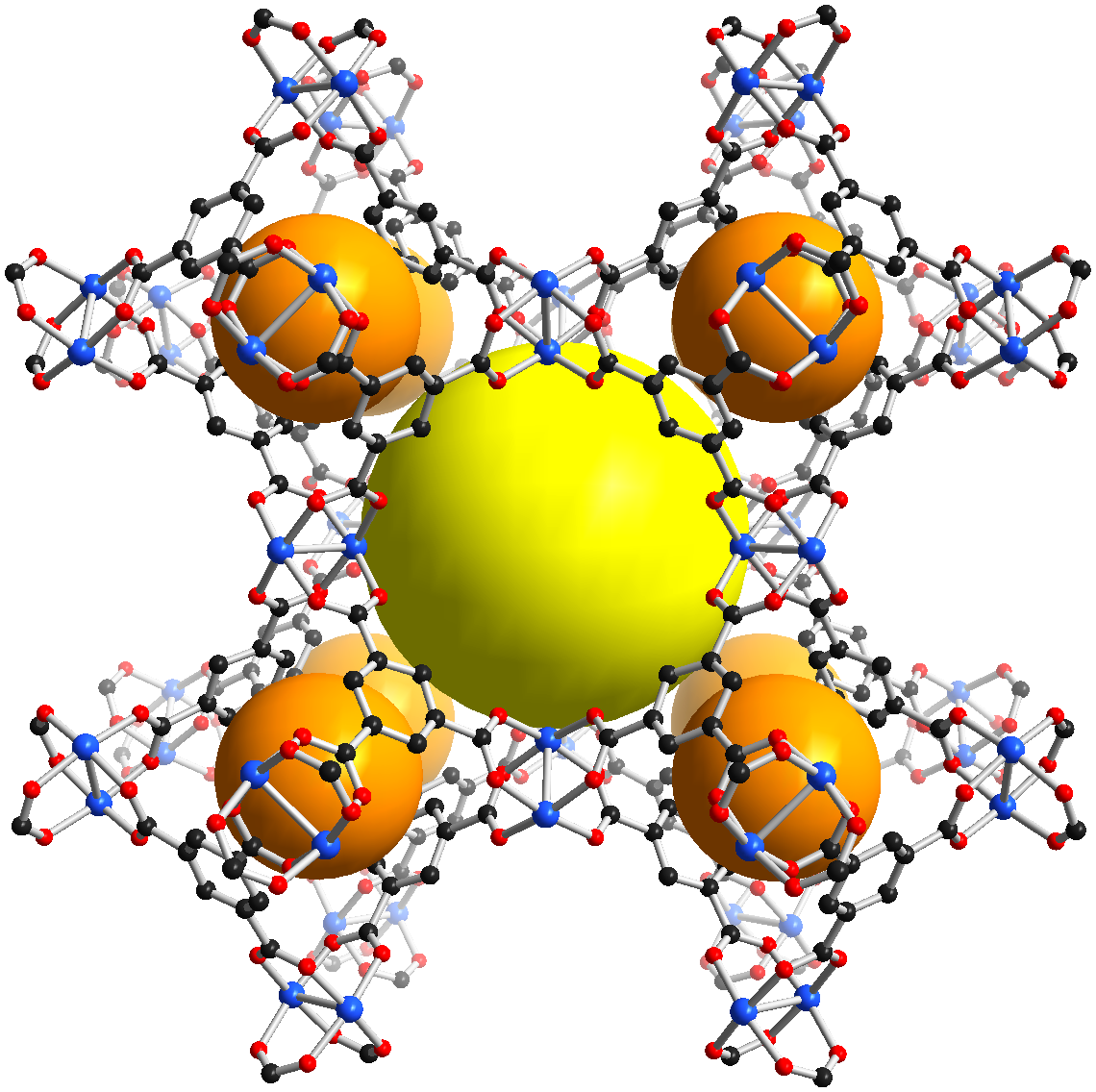
ساختار چارچوب HKUST-1 تخریب شده. کره‌ها دو نوع مختلف از منافذ را در ساختار چارچوب نشان می‌دهند. آبی: فلزی، قرمز: اکسیژن، سیاه: کربنی.

(HKUST ⇒ Hong Kong University of Science and Technology)، که همچنین به نام MOF-199، نیز شناخته می شود دسته‌ای از چارچوب‌های فلزی-آلی (MOFs) است. چارچوب‌های فلزی - آلی، مواد بلوری هستند که در آنها فلزات توسط لیگاندها (به اصطلاح مولکول‌های پیوند دهنده) به هم پیوند می‌خورند و شبکه‌هایی تکرار شونده را در سه بعد تشکیل می‌دهند. چارچوب HKUST-1 از واحدهای فلزی دیمر تشکیل شده‌است که توسط مولکول‌های اتصال دهنده بنزن-۱٬۳٬۵-تریکاربوکسیلات متصل می‌شوند.

## آنالوگ‌های ساختاری
Cu+2 به عنوان مرکز فلز در اولین ماده سنتز شده HKUST-1 مورد استفاده قرار گرفت، اما ساختار HKUST-1 نیز با سایر فلزات بدست آمد. حالت اکسیداسیون بیشتر فلزات استفاده شده II+ است که منجر به ایجاد یک چارچوب کلی خنثی می‌شود. در مورد فلزات سه ظرفیتی (حالت اکسیداسیون ۳+)، چارچوب کلی بار مثبت دارد و برای جبران بار و تضمین خنثی بودن شارژ به آنیون نیاز دارد.
| مرکز فلزی و حالت اکسیداسیون | سال اولین انتشار | نام جایگزین   | استناد      |
| --------------------------- | ---------------- | ------------- | ----------- |
| Cu+2                        | ۱۹۹۹             | Cu3BTC2 CuBTC | [ ۱ ] [ ۶ ] |
| Mo 2+                       | ۲۰۰۶             | TUDMOF-1      | [ ۷ ]       |
| Fe 2 + / 3 +                | ۲۰۰۷             |               | [ ۵ ]       |
| Cr 2+                       | ۲۰۱۰             |               | [ ۸ ]       |
| Ni 2+                       | ۲۰۱۱             |               | [ ۹ ]       |
| Zn 2+                       | ۲۰۱۱             |               | [ ۱۰ ]      |
| Ru 2 + / 3+                 | ۲۰۱۱             |               | [ ۴ ]       |
| Mn 2+                       | ۲۰۱۲             |               | [ ۱۱ ]      |
| Fe 2+                       | ۲۰۱۲             |               |             |
| Co+2                        | ۲۰۱۲             |               |             |
| Fe 3+                       | ۲۰۱۴             |               | [ ۳ ]       |
| Ru 2+                       | ۲۰۱۶             |               | [ ۱۲ ]      |
| Fe 2+                       | ۲۰۱۹             |               | [ ۱۳ ]      |